# جف بری (بازیکن فوتبال)
جف بری (انگلیسی: Geoff Bray؛ زادهٔ ۳۰ مهٔ ۱۹۵۱) بازیکن فوتبال اهل بریتانیا است.
از باشگاه‌هایی که در آن بازی کرده‌است می‌توان به باشگاه فوتبال دارتفورد، باشگاه فوتبال تورکی یونایتد، باشگاه فوتبال سوانزی سیتی، باشگاه فوتبال آکسفورد یونایتد، و باشگاه فوتبال اریث و بلودر اشاره کرد.